# Tecnologia en les gravacions cinematogràfiques
La tecnologia en les gravacions cinematogràfiques ha estat essencial en l'evolució del cinema, transformant la manera en què s'han creat les pel·lícules al llarg dels anys. Des dels primers experiments amb efectes especials de Georges Méliès fins als avanços més recents, com l'ús de drons i efectes digitals, les tècniques de gravació han ampliat les possibilitats creatives. Aquest article explora les innovacions clau en el procés de gravació cinematogràfica, des de la manipulació de la perspectiva i el modelisme fins als efectes com el croma i la imatge generada per ordinador (CGI).

## Modelisme i perspectiva

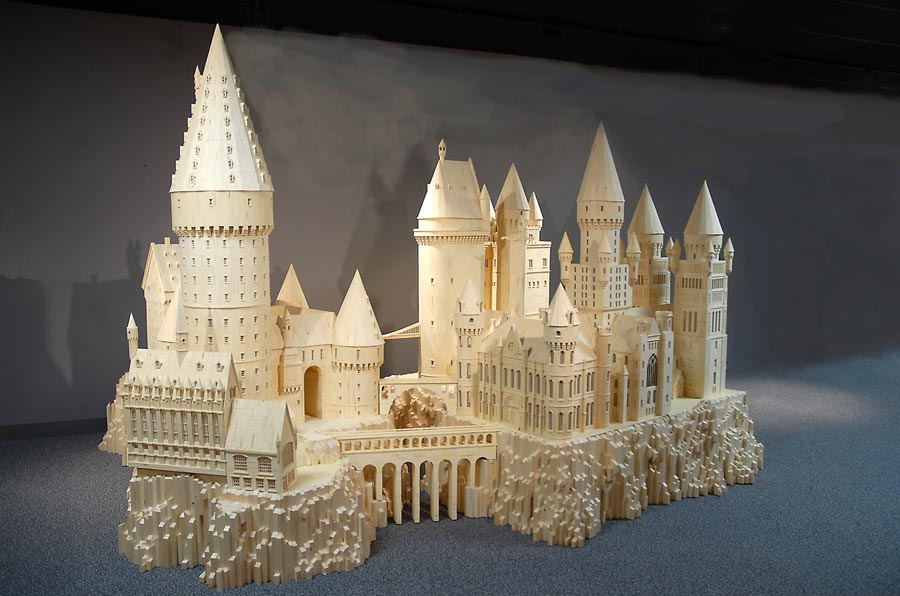
Maqueta edifici Hogwarts.

Una de les primeres formes que van adquirir els efectes especials va ser la construcció de maquetes de mons impossibles: planetes alienígenes a les primeres entregues de La guerra de les galàxies, les mines i ruïnes d'El Senyor dels Anells i El hòbbit i el famós edifici de Hogwarts de Harry Potter. Per completar aquest efecte només cal una bona perspectiva de la càmera que simuli que sobrevola per l'escenari i que realment s’està dins aquell espai.
Actualment aquestes maquetes poden semblar old-fashioned i una mica arcaiques comparades amb els nous efectes digitals però es necessita de talent per aconseguir que edificis d’un metre es transformin visualment en grans torres o gratacels.

## Croma

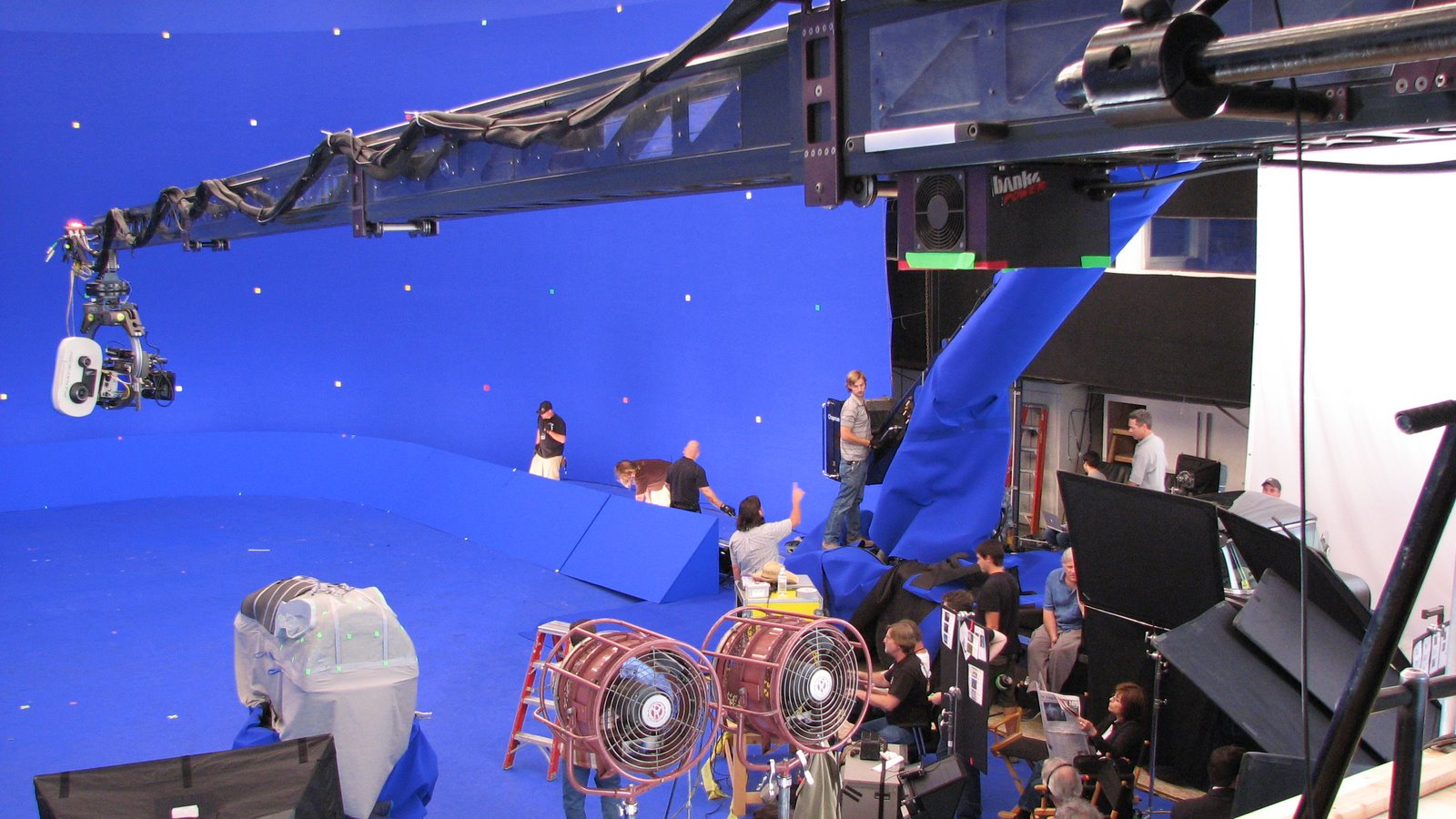
Plató de Les cròniques de Spiderwick.

Probablement la tècnica més coneguda en el món del cinema és la pantalla croma. Aquest efecte de postproducció consisteix en la substitució d’un objecte o font d’un mateix color (principalment verd o blau) per imatges o vídeos que permeten als personatges travessar escenaris fantàstics i dur a terme accions impossibles. El punt fort d’aquesta tecnologia és el seu baix cost però s’ha d’anar en compte i evitar les ombres i la repetició del color del croma en els personatges o objectes. El color verd és el més utilitzat perquè és més sensible a la càmera degut al filtre de Bayer, on la llum es distribueix de manera desproporcionada entre els color RGB (25% vermell, 50% verd i 25% blau).
El 1977, La guerra de les galàxies va ser un dels fenòmens de masses en què més es veuen els avantatges del croma. I és que juntament amb la gran quantitat de maquetes, disfresses i efectes de so, el croma va tenir un gran paper, principalment per a les escenes espacials. Per la seva banda, a Superman del 1979 es van veure clarament els avantatges de la pantalla blava: veure volar l'home d'acer.

## Drons

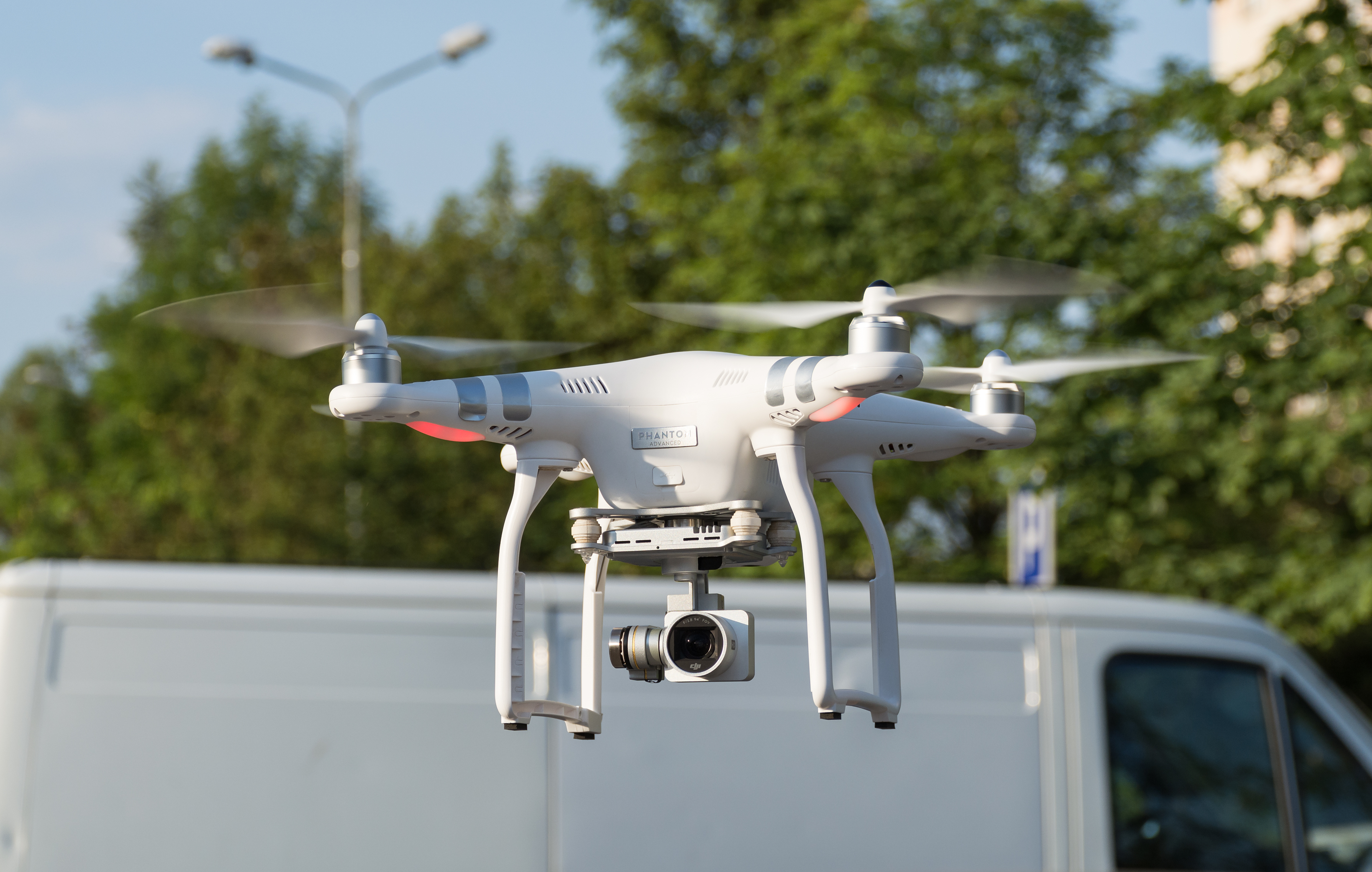
Dron DJI Phantom 3 Advanced.

Comparat amb els mitjans de gravació habituals, els drons son molt més econòmics, lleugers i tenen més mobilitat. El seu sistema de vol cada vegada més estable i capacitat de càrrega permeten portar càmeres de qualitat i aconseguir plans zenitals de ciutats sense necessitat d’utilitzar un helicòpter. Alguns exemples en pel·lícules són: l'escena de la luxosa festa a la casa de la platja de El llop de Wall Street, protagonitzada per Leonardo DiCaprio; els recorreguts pel parc i l'exhibició dels dinosaures de Jurassic World i en l'escapada d'un imponent incendi de la pel·lícula de Spectre de James Bond.

## Bullet time

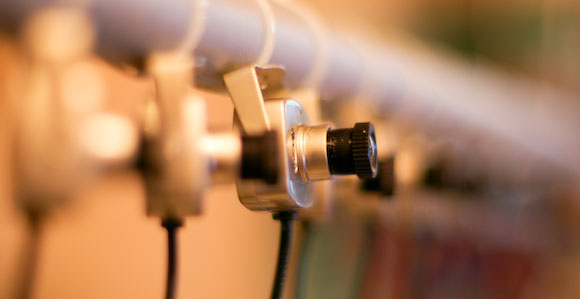
Construcció de càmeres pel bullet time.

Conegut també com "l'efecte Matrix", per ser la primera pel·lícula en utilitzar aquesta tècnica, l'efecte bullet time es caracteritza per donar la sensació de detenció o l'alentiment del temps. Matrix l'inclou en la famosa escena on el protagonista interpretat per Keanu Reeves esquiva bales. Aquest efecte d'alentiment s'aconsegueix registrant el moviment des de diferents punts de vista utilitzant una bateria de càmeres perfectament sincronitzades per disparar-se seqüencialment. D'aquesta manera s'obté un pla on la càmera gira al voltant d'un element que està detingut o avança molt lentament. A diferència de l'stop-motion aquí el que es mou és el punt de vista i no l'objecte.

## Imatges generades per ordinador o CGI (Computer-generated imagery)

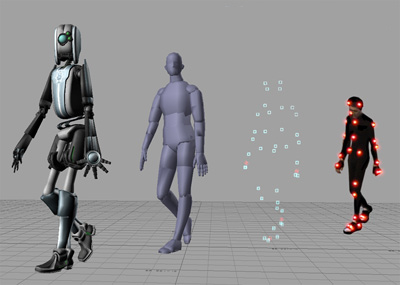
Procés de creació d'un personatge amb CGI.

Amb les noves tecnologies s'ha pogut processar el moviment i les expressions facials fetes per les persones i actors humans i transformar-ho en personatges completament creats per ordinador. La tècnica es basa a establir una sèrie de punts clau al cos o a la cara de l'actor per, mitjançant tècniques de transformació digital, vincular-les amb altres punts al personatge digital per replicar els mateixos moviments. Hi ha moltes maneres d'aconseguir-ho però les més comunes son amb càmeres amb infrarojos o làsers que capten els punts clau. Pel·lícules com El Senyor dels anells i el seu estimat Gòl·lum o Caesare de War for the Planet of the Apes son bons exemples.

## Stagecraft
Stagecraft podria considerar-se una evolució de les tècniques de croma ja que es basa en el mateix principi per representar fons i escenaris en què realment no es troben els actors. La gran diferència és que Stagecraft sincronitza el fons amb el tir de càmera, cosa que permet moure el punt de vista de l'espectador fent que el fons es mogui amb ell, obtenint un resultat molt més realista i natural. Per dur a terme aquesta màgia es disposa d'una pantalla LED que envolta pràcticament tot el set de rodatge i el moviment de les càmeres se sincronitza amb el fons mitjançant un sistema informàtic. La gran representació d'aquesta tècnica és la sèrie de Disney+ The Mandalorian. Algunes avantatges d'aquesta tècnica son la pròpia il·luminació dels LED, l'automàtica sincronització entre espai i càmera i l'abaratiment dels costos a llarg termini. Tot i així té alguns inconvenients com que segueix requerint de l'ús del croma, necessita molt treball de preproducció i té uns alts costos inicials.

## Shapeshifter
La intel·ligència artificial fa aparició en el món del cinema amb aquesta tècnica que rejoveneix als actors de manera més realista que amb el maquillatge. S'utilitza sobretot per fer salts temporals com flashbacks o flashforwards. A una de les últimes sèries d'HBO, Els Gemstone, l'actor John Goodman apareix interpretant el seu personatge en un flashback i la imatge resultant és aconseguida amb una foto 40 anys més jove del mateix actor, però el cabell és una perruca ja que actualment encara no es pot reproduir el cabell. Amb aquesta tècnica s'evita haver de remodelar tota la cara manualment i s'aconsegueixen textures i expressions facials més reals i convincents.